# Irisbus Europolis
L'Iveco 200E Europolis est un midibus dont la dernière génération figure au catalogue du constructeur Irisbus sous la référence 203E Europolis. Une version spéciale d'études produite à 50 exemplaires est connue sous le nom ALTRA Europolis.

## Caractéristiques
Présenté en 1996 sous le nom du carrossier Cacciamali TCM 105, il repose sur un châssis IVECO. Il remplace le précédent TCM 8.90 Civibus, construit également sur une base Fiat - IVECO 200E.9.15.
Ce véhicule de taille "midibus" est proposé en trois versions différentes par leurs motorisations :
- Diesel Fiat-IVECO 8060.45 puis IVECO Tector
- Hybride (2003)
- Électrique (2003)

La version hybride dispose d'un moteur électrique SIEMENS Asynchrone Triphasé d'une puissance de 140 kW et d'un moteur thermique Fiat-IVECO Sofim 4 cylindres de 2,8 litres de cylindrée développant une puissance de 30 kW.
Les batteries sont de technologie Sodium/Nickel/Chlore 256 Ah pour la version électrique et de technologie Nickel/Cadmium de 85 Ah pour l'hybride.
Il offre une capacité de 40 à 86 places selon les versions. La version de base diesel offre 18 places assises et 58 places debout.

## Commercialisation
Plusieurs exemplaires circulent en France à Lyon (Électrique), à Monaco et Sète (Diesel).

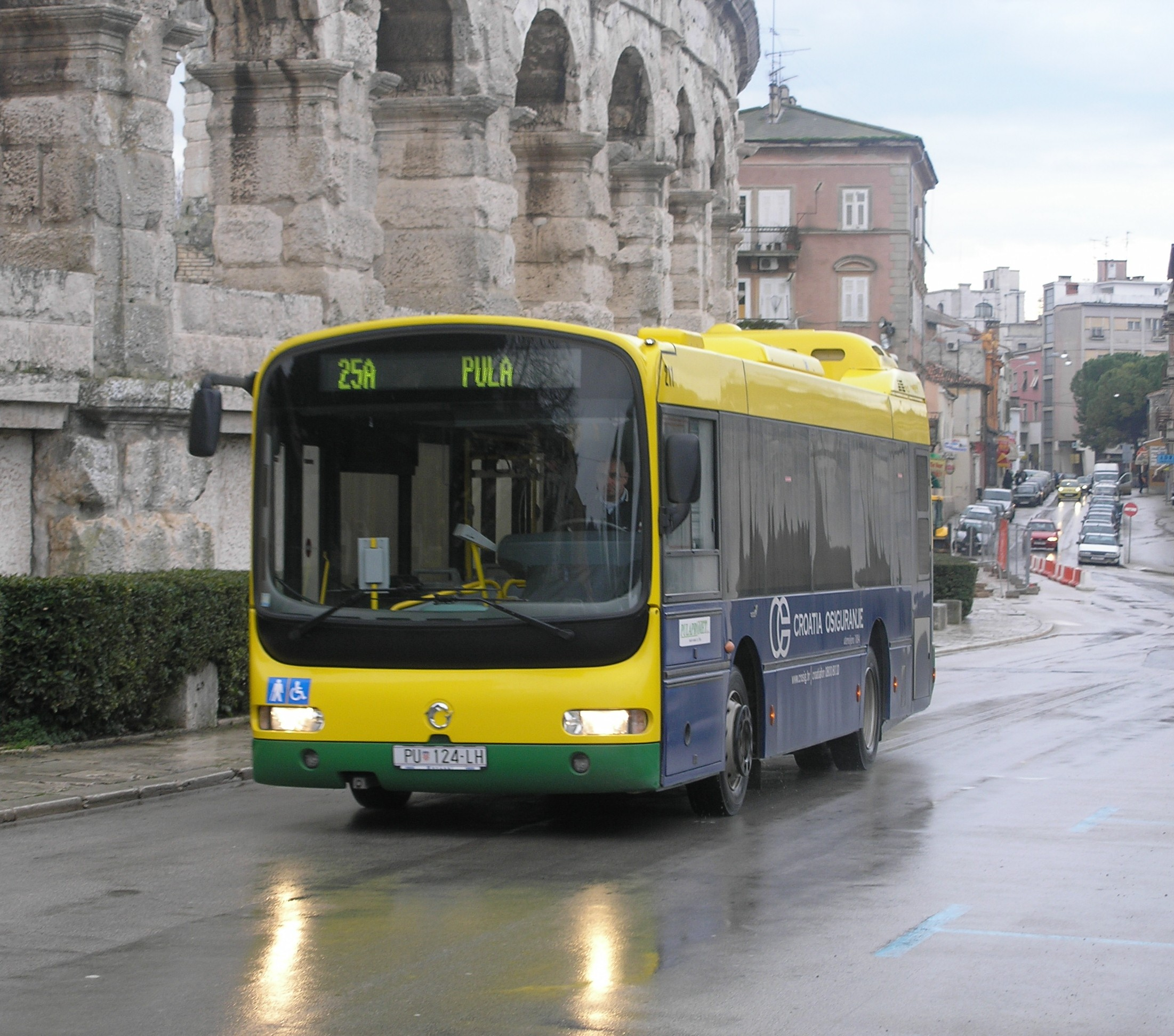
Irisbus Europolis à Pula (Croatie)

## La1resérieCacciamali TCM 105
Caractéristiques de la version d'origine Cacciamali TCM 105 sur une base IVECO.
|                              |                                                                 |
| Cacciamali TCM 105 / TCN 972 |                                                                 |
| Constructeur:                | Cacciamali                                                      |
| Production:                  | 1996 - 1998                                                     |
| Style de carrosserie:        | Midibus urbain & interurbain                                    |
| Moteur :                     | Fiat 8060.45 - 5 861 cm3 207 cv Fiat 8360.46 - 7 685 cm3 264 cv |
| Boîte de vitesses :          | Automatique                                                     |
| Longueur                     | 9,0 - 10,5 m                                                    |
| Largeur:                     | 2 440 mm                                                        |
| Nb Places:                   | 80/96                                                           |
| Prédécesseur:                | Cacciamali TCM 890 Civibus                                      |
| Successeur:                  | Iveco 200 Europolis Cacciamali TCI 9.72                         |
| Concurrence:                 | BredaMenarinibus M231                                           |

## La2esérieIrisbus

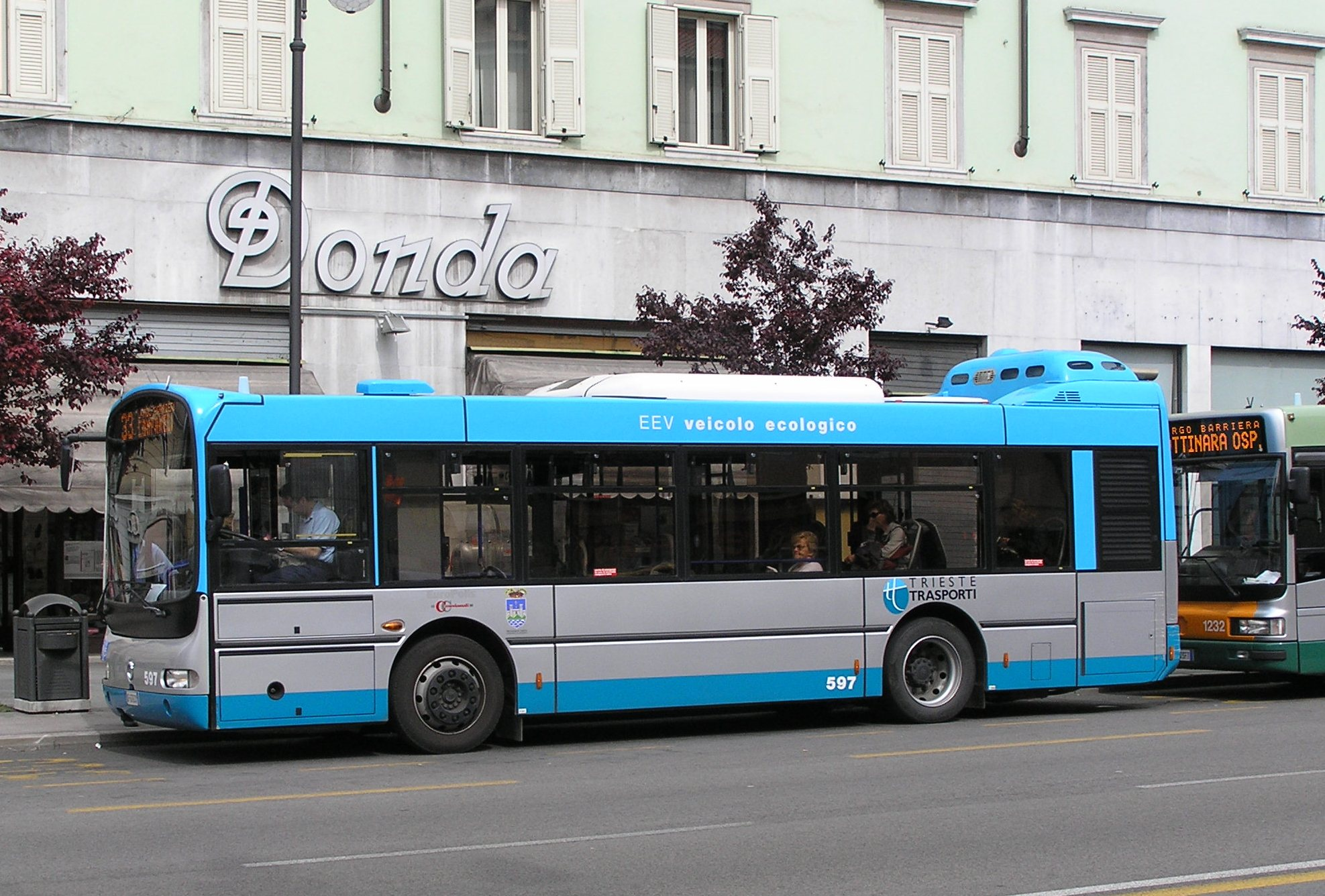
Irisbus Europolis à Trieste (Italie).

Afin d'élargir le marché potentiel de ce très intéressant véhicule, IVECO en a repris la diffusion dans son propre réseau sous sa marque.
|                            |                                                              |
| IVECO 200E.9.15S Europolis |                                                              |
| Constructeur:              | IVECO Irisbus                                                |
| Production:                | 1999 - 2003                                                  |
| Style de carrosserie:      | Midibus urbain & interurbain                                 |
| Moteur :                   | Diesel Fiat 8060.45 - 5,861 cm3 207 cv Hybride ou Électrique |
| Boîte de vitesses :        | Automatique                                                  |
| Longueur                   | 7,5 - 9,0 m                                                  |
| Largeur:                   | 2 200 mm                                                     |
| Nb Places:                 | 64                                                           |
| Prédécesseur:              | Cacciamali TCN 105 / TCN 972                                 |
| Successeur:                | Irisbus 203E Europolis Cacciamali TCI 9.72                   |
| Concurrence:               | BredaMenarinibus M231                                        |

## La3esérieIrisbus
|                             |                                                                          |
| Irisbus 203E.9.27 Europolis |                                                                          |
| Constructeur:               | IVECO-Irisbus                                                            |
| Production:                 | 2004 - 2009                                                              |
| Style de carrosserie:       | Midibus urbain & interurbain 2 portes                                    |
| Moteur :                    | Diesel IVECO Tector 60 (Euro 5) - 5,883 cm3 207 cv Hybride ou Électrique |
| Boîte de vitesses :         | Automatique ZF Ecomat 4HP 500                                            |
| Longueur                    | 7 800 mm                                                                 |
| Largeur:                    | 2 200 mm                                                                 |
| Nb Places:                  | 56 (14 assises + 41 debout + 1 PMR)                                      |
| Prédécesseur:               | Cacciamali TCN 105 / TCN 972                                             |
| Successeur:                 | Irisbus 203E Europolis Cacciamali TCI 9.72                               |
| Concurrence:                | BredaMenarinibus M231                                                    |

## La série spéciale IVECO ALTRA
Entre 2001 et 2008, la division études d'Iveco, ALTRA, a fabriqué 50 exemplaires de deux variantes du modèle Europolis électrique et hybride.
Ces midibus écologiques, d'une longueur de 7,40 mètres, ont complété la gamme standard IVECO Europolis, avec deux modèles utilisant des énergies alternatives de dimension et capacité nettement supérieures aux produits concurrents disponibles sur le marché de l'époque.
Ces modèles expérimentaux (électriques et hybrides) ont été mis en service régulier dans plusieurs villes italiennes et ont permis de recueillir une grande quantité de données qui, encore dix ans plus tard, constituent précieuse base de référence pour IVECO Altra.
Dans la seule ville de Parme où quatre exemplaires hybrides ont été testés, ils ont parcouru plus d'un million de kilomètres, avec une disponibilité moyenne de 87 %, dans les 13 % restants sont compris les arrêts d'entretien, révisions et réparations de carrosserie à la suite d'accidents. 
À Lyon, 5 exemplaires Europolis électriques ont été testés durant 8 ans avec une disponibilité de 91,8 % sur un parcours moyen de 110 000 km/an. 
Trois véhicules ALTRA Europolis ont été utilisés pour le transport des personnes lors des Championnats du monde de ski à Val d’Isère en février 2009. Le lieu de la compétition et d'arrivée n'étaient pas joignables en voiture. IVECO Altra, sponsor de la compétition, a fourni 3 exemplaires Europolis électriques, un minibus Daily électrique et 10 autobus standards pour assurer le transport vers le site, sur des pistes en terre mais complètement enneigées avec des températures de −20 °C. 

### Caractéristiques
- Europolis IVECO ALTRA électrique :
  - nombre de places passagers : 48
  - Moteur : Électrique triphasé asynchrone de 140 kW alimenté par batteries Sodium/Nickel/Chlorinates (ZEBRA) 256 Ah
  - vitesse maxi : 60 km/h
  - pentes maxi : ± 18 %
  - autonomie mini : électrique : 50 km - hybride : 450 km
  - récupération d'énergie au freinage avec recharge des batteries.
  - accessibilité : plancher bas intégral + rampe électrique pour UFR

- Europolis IVECO ALTRA hybride :
  - nombre de places passagers : 40
  - vitesse maxi : 60 km/h
  - pentes maxi : ± 16 %
  - autonomie mini : 450 km
  - récupération d'énergie au freinage avec recharge des batteries.